# محمود مخلوف
محمود مخلوف (عربی: محمود مخلوف؛ زادهٔ ۱۷ آوریل ۱۹۷۵) بازیکن فوتبال اهل لیبی بود.
وی همچنین در تیم ملی فوتبال لیبی بازی کرده‌است.